# Orto botanico dell'Università di Würzburg
L'orto botanico dell'Università di Würzburg (in tedesco: Botanischer Garten der Universität Würzburg) è un orto botanico di 9 ettari amministrato dall'Università di Würzburg, in Germania.

## Storia
Il giardino fu fondato nel 1696 come un giardino per le piante medicinali in quello che oggi è il "Julius Hospital" nel centro della città. Il suo primo catalogo, pubblicato nel 1722, elencava 423 tipi di piante, di cui 52 provenienti dal Mediterraneo (127 varietà), Sudafrica (64), Asia (29), America centrale e meridionale (26), Nord America (21), e le isole atlantiche (7).
La sua prima serra fu costruita nel 1722, con tre serre aggiuntive aggiunte tra il 1739 e il 1741; tutti furono sostituiti da quattro nuove serre tra il 1787 e il 1789. Alla fine del 1700, tuttavia, la maggior parte del giardino di piante medicinali fu convertito in giardini ornamentali.
Nel 1833 il giardino fu riorganizzato secondo la tassonomia di Linneo e nel 1854 l'amministrazione fu assegnata all'università. Come parte di questa nuova sistemazione, il giardino fu trasferito nel 1854 sui terreni dell'università, per poi spostarsi nuovamente nel 1873 in un sito vicino al precedente istituto di fisica, ora contrassegnato dal monumento dei raggi x che onorava la scoperta della radiografia di Wilhelm Conrad Röntgen.
Nei primi anni '60 il giardino si trasferì nella sua posizione attuale. Le piante sono state trasferite nel 1968 in un giardino di 7,5 ettari, con la cerimonia di apertura nel 1971; nel 1978 fu aggiunto un pezzo di terreno di 1,5 ettari.

## Collezioni
Attualmente il giardino contiene una collezione di 10.000 specie di piante documentate, tra cui tuberi e cipolle, nonché rare piante autoctone ed esotiche che onorano il naturalista di Würzburg Philipp Franz von Siebold (1796-1866) che ha esplorato le piante del Giappone.